# Chiesa di San Costanzo (Pont Canavese)
La chiesa di San Costanzo è la parrocchiale di Pont Canavese, in città metropolitana di Torino e diocesi di Ivrea; fa parte della vicaria Castellamontese-Valli Orco e Soana.

## Storia
La prima citazione dell'orginaria cappella di San Costanzo, sussidiaria della pieve di Santa Maria, risale al 1328 ed è contenuta nella relazione della visita pastorale del vescovo di Ivrea Palladio Avogadro.
Questo edificio versava però in condizioni misere, tanto che nel 1585 venne prescritta dall'autorità religiosa una serie di restauri, ma l'ordine fu disatteso.
Il declino della chiesetta proseguì fino al 1637, quando il vescovo Ottavio Asinari ne esortò la ricostruzione ex novo; demolito nel 1642, il luogo di culto venne riedificato tra il 1645 e il 1660 circa.
Alla fine dell'Ottocento questa chiesa si rivelò insufficiente a soddisfare le esigenze dei fedeli, specialmente dopo l'erezione a parrocchiale avvenuta nel 1879; così, tra il 1890 e il 1892 fu oggetto di un intervento di rifacimento e di ampliamento su progetto dell'architetto Camillo Boggio.
L'adeguamento liturgico secondo le usanze postconciliari venne condotto nel 1979 mediante l'aggiunta dell'ambone e dell'altare rivolto verso l'assemblea.
Nel 1997 fu eseguito un rifacimento delle coperture mentre nel biennio 2014-15 si procedette alla posa del nuovo pavimento del presbiterio.

## Descrizione

### Esterno
La facciata a salienti della chiesa, rivolta a occidente e abbellita da archetti pensili, si compone di tre corpi, ognuno dei quali presenta un portale d'ingresso strombato, lunettato e inscritto in un ampio arco a tutto sesto.
Annesso alla parrocchiale è il campanile a base quadrata, suddiviso in più registri da cornici; la cella presenta su ogni lato una monofora a tutto sesto ed è coronata dal tetto a quattro falde. 

### Interno
L'interno dell'edificio si compone di tre navate, separate da colonne sorreggenti archi a tutto sesto, sopra i quali corre la trabeazione modanata e aggettante su cui si impostano le volte, a botte sulla navata centrale e a vela su quelle laterali; al termine dell'aula si sviluppa il presbiterio, rialzato di alcuni gradini, ospitante l'altare maggiore e chiuso dall'abside quadrata.